# Maximum Ride - Salvare il mondo ed altri sport estremi
Maximum Ride - Salvare il mondo e altri sport estremi (Maximum Ride: Saving the World and Other Extreme Sports) è un romanzo di fantascienza per giovani adulti del 2007 da James Patterson. Costituisce il terzo capitolo della serie Maximum Ride, pubblicata a partire dal 2005.
Della serie fanno parte L'esperimento Angel. Maximum Ride, Maximum Ride - La scuola è finita, Maximum Ride - Il volo finale, Max - A Maximum Ride Novel e infine, ultimo libro della seconda trilogia, pubblicato negli Stati Uniti il 15 marzo 2010, Fang - A Maximum Ride novel.
È stato tradotto in italiano nel 2008 per la Editrice Nord.

## Trama
Il libro inizia con i sei ragazzi alla guida di un furgoncino in viaggio verso Dallas, in fuga dagli Eliminatori. In città vengono però riconosciuti. Su insistenza di Angel, si erano infatti recati allo stadio per vedere un match di football, ma sono costretti nuovamente a scappare. Trovano quindi rifugio in una cava di pietra nei pressi di un canyon, dove vengono informati dalla "Voce" che tutti gli Eliminatori sono stati soppressi. Appresa la notizia, lo stormo decide di dividersi per trovare un luogo stabile in cui vivere: Fang e Max andranno a cercare una casa sicura, mentre Iggy, Gazzy, Nudge, Angel e Total rimarranno lì ad aspettarli. Max e Fang si trovano spesso in discussione su quest'idea, ma durante una sosta si baciano, cambiando così per sempre le relazioni tra i due.
Intanto gli altri ragazzi vengono attaccati da un gruppo di robot dotati di ali, chiamati "Tipi Volanti", che fortunatamente riescono a sconfiggere. Max e Fang arrivano a casa della dottoressa Martinez, comparsa nel primo episodio, che li aiuta nuovamente: durante la loro permanenza da lei, la dottoressa estrae il chip che Max aveva nel braccio, del quale si credeva essere causa della Voce e del fatto che gli Eliminatori sempre li individuassero. Gli altri, rimasti al canyon, vengono però attaccati nuovamente dai "Tipi Volanti", questa volta molto più numerosi, e, a causa dell'inferiorità numerica vengono catturati.
Il ritrovamento di una foto di Gazzy da piccolo, nell'appartamento della dottoressa, induce dei sospetti nei ragazzi, che partono per tornare al canyon, ma, arrivati al rifugio, trovano i segni della battaglia, per cui decidono di partire alla volta della temuta Scuola per salvare i propri compagni. Tuttavia vengono a loro volta fatti prigionieri.
Al loro risveglio si ritrovano legati a letto; Jeb si rende conto che non è mai stato in quel luogo. Nello stesso edificio i ragazzi ritrovano Ari, il figlio di Jeb, divenuto un Eliminatore e tenuto in vita solo perché prossimo alla morte, il quale mostra verso di loro un certo riguardo, e, insieme ad Angel, che fino a quel momento aveva solo finto di aiutare i Camici Bianchi, li aiuta a fuggire.
Ari rimane con il gruppo, ma Fang e i ragazzi mal sopportando la sua presenza, per cui decidono di staccarsi dal resto del gruppo e formarne un altro capeggiato dallo stesso Fang. A questo punto Max rimane insieme ad Ari, Angel, Nudge e Total e, su suggerimento della Voce, decidono di partire per l'Europa imbarcandosi su un aereo di linea.Giungono in Inghilterra, dove individuano nella sede della ditta Itex un covo di eliminatori, ma decidono di non attaccarla, proseguendo il loro viaggio verso la Germania, sede del quartier generale della suddetta multinazionale. Lì cadono in trappola, vengono catturati, ma riescono a mandare un messaggio a Fang e agli altri in America. Scoprono che in questa sede, all'interno di un castello, vengono tenuti rinchiusi diverse centinaia di mutanti. Qui Max dovrà affrontare anche il suo doppio io, Max II, una specie di suo alter ego malvagio.
Il mini stormo incontra la direttrice che rivela a Max di essere sua madre. Dopo questo Max inizia a rimuginare su tutto ciò che le è accaduto ultimamente, cercando di non pensare alle parole della direttrice; mentre è impegnata nei suoi pensieri, nella loro cella arriva Jeb di nascosto alle guardie e le rivela che sua madre non è la direttrice, bensì la dottoressa Martinez e che lui è suo padre. Inoltre questa occasione Max capisce che lui è la Voce. Le notizie sconvolgono Max che non ha nemmeno la possibilità di pensare, dato che la Direttrice cerca di metterla alla prova facendola combattere contro Omega, un mutante considerato il migliore in assoluto, frutto di anni di ricerche.
Intanto in America Fang, Iggy e Gazzy dopo aver provato a divulgare la loro storia, senza successo, trovano il modo di partire nascondendosi su un aereo cargo, ma vengono scoperti dai Tipi Volanti che vengono poi distrutti grazie a uno stratagemma di Fang.
In Germania, intanto, durante il duello tra Max e Omega, i mutanti nel cortile, che assistevano allo scontro iniziano a combattere tra loro e contro i "tipi volanti", sobillati da Angel. La confusione aumenta quando dall'esterno dell'edificio iniziano a piovere sassi lanciati da ragazzi che avevano appreso della Itex dal blog di Fang.
Durante lo scontro Max affronta e sconfigge Omega, grazie ad un consiglio di Jeb. Ari muore in cortile a causa delle sue mutazioni nel mezzo della battaglia. Mentre la polizia accorre sul luogo e i ragazzi entrano nel cortile cosparso di corpi, Max e Nudge prelevano la direttrice portandola di peso in cielo.
Max la minaccia per scoprire se Jeb aveva detto la verità su sua madre, e, ottenute delle risposte affermative la riportano a terra e scappano via. Dopo un altro viaggio in aereo si riuniscono al resto del gruppo e insieme si recano dalla vera madre di Max, dove trovano anche Jeb. La dottoressa Martinez li ospita fino a quando non decidono di ripartire per tornare alla loro missione di salvare il mondo.

## Personaggi
- Max è la quattordicenne protagonista del romanzo. In seguito alla scomparsa di Jeb, suo padre adottivo, prende il comando del gruppo e ne diventa il leader. Fisicamente è una ragazza molto alta per la sua età, occhi e capelli castani, a volte tendenti al biondo. Nel corso della saga tra lei e Fang nascerà una storia d'amore.
- Fang, è il protagonista maschile della storia. Ha la stessa età di Max e in sua assenza è lui il leader dello "stormo". Di corporatura snella, capelli e occhi neri, e, nel corso della narrazione, il suo look tenderà verso lo stile "dark". Pur avendo gli stessi ideali di Max, cerca di realizzare i piani dello stormo in modo più organizzato; infatti crea un blog su Internet nel quale informa il mondo della loro esistenza e di quella degli Eliminatori, senza dover così combattere apertamente.
- Iggy, anche lui della stessa età di Max e Fang, rimasto cieco in seguito a scellerati esperimenti scientifici, riesce non solo ad essere indipendente dagli altri, ma anche utile al gruppo.
- Nudge [1], è una ragazza undicenne, chiamata così a causa della sua parlantina, sempre ottimista, cerca sempre di reagire alle situazioni negative.
- Gassman, [2] chiamato così a causa di alcuni suoi problemi all'apparato digerente, ha otto anni ed è il fratello naturale di Angel. Grazie alla sua capacità di imitare qualsiasi voce, nelle situazioni difficili, si rende spesso utile al gruppo.
- Angel, è la più piccola dello "stormo", ha solo sei anni, è molto in gamba, è capace di leggere nel pensiero e di influenzare le menti degli altri.
- Total è il cane di Angel, che ha preso con sé nel primo libro. Oltre a fare balzi incredibili è in grado di parlare.
- Voce è una voce che Max sente dentro la sua testa nei momenti più critici e la guida suggerendole come comportarsi, ma della quale non si sa nulla.

Nel corso della saga i diversi personaggi acquisiranno altri poteri e si evolveranno anche dal punto di vista psicologico-caratteriale.

## Edizioni
- James Patterson, Salvare il mondo e altri sport estremi. Maximum Ride, traduzione di A. Zabini, collana Narrativa Nord, Nord Editore, 2008,  p. 397.
- James Patterson, Salvare il mondo e altri sport estremi. Maximum Ride, traduzione di A. Zabini, collana Teadue, TEA, 2009,  p. 397, ISBN 88-502-2006-5.